# La Celle-Saint-Cloud
La Celle-Saint-Cloud is een gemeente in het Franse departement Yvelines (regio Île-de-France) en telt 21.527 inwoners (1999). De plaats maakt deel uit van het arrondissement Saint-Germain-en-Laye.

## Geografie
De oppervlakte van La Celle-Saint-Cloud bedraagt 5,8 km², de bevolkingsdichtheid is 3711,6 inwoners per km².
De onderstaande kaart toont de ligging van La Celle-Saint-Cloud met de belangrijkste infrastructuur en aangrenzende gemeenten.

## Demografie
Onderstaande figuur toont het verloop van het inwonertal (bron: INSEE-tellingen).

## Geboren in La Celle-Saint-Cloud
- Hilaire Belloc (1870-1953), Frans-Brits schrijver
- Ludivine Sagnier (1979), actrice